# Prosimulium caudatum
Prosimulium caudatum är en tvåvingeart som beskrevs av Shewell 1959. Prosimulium caudatum ingår i släktet Prosimulium och familjen knott. Inga underarter finns listade i Catalogue of Life.